# 羊神社 (名古屋市)
羊神社（ひつじじんじゃ）は、愛知県名古屋市北区辻町に鎮座する神社。『延喜式神名帳』の尾張国山田郡「羊神社」に比定されている。

## 概要
江戸期まで神明と呼ばれており、春日井郡辻村の氏神であった。創建年は不詳であるが、慶長年間の棟札が残るので中世以前と推定される。
当社は『延喜式神名帳』記載の尾張国山田郡「羊神社」、『尾張国内神名帳』記載の「従三位 羊天神」であるとするのが江戸中期以降の定説である。ただし江戸後期の郷土史家である津田正生は、本来の羊神社は瀬古村の天神（現在の高牟神社）であるという異説を述べている。
社殿は天保9年（1838年）8月完成という記録が残る。明治5年、村社に指定される。火除けの神として信仰され、第二次世界大戦においても氏子は空襲による焼失を免れたという。また、羊の名から「火」を取った当地の地名「辻町」の由来であるという古伝がある。また、社名は上野国多胡郡を支配していた多胡羊太夫が奈良の都に参上する際に立ち寄る屋敷があったことにちなむとされる。

## 境内末社
- 白山社[2]
- 秋葉社[2]
- 津島社[2]
- 御岳社[2]
- 山神社[2]
- 水神社[2]
- 稲荷社[2]

## ギャラリー
- 鳥居
- 手水舎